# Sublegatus arenarum
Sublegatus arenarum е вид птица от семейство Tyrannidae.

## Разпространение
Видът е разпространен в Аруба, Бонер, Синт Еустациус, Саба, Бразилия, Венецуела, Гвиана, Колумбия, Коста Рика, Кюрасао, Панама, Суринам, Тринидад и Тобаго и Френска Гвиана.